# Matija Ljubek
Matija Ljubek, né le 22 novembre 1953 à Belišće et mort le 11 octobre 2000 à Valpovo, est un céiste croate. 

## Biographie
Matija Ljubek participe aux Jeux olympiques d'été de 1976 à Montréal. Il y remporte le titre olympique en C-1 1000m et la médaille de bronze en C-1 500m. Lors des Jeux olympiques de 1984 à Los Angeles, il remporte le titre olympique en C-2 500m et la médaille d'argent en C-2 1000m avec Mirko Nišović.
Il meurt abattu par un proche lors d'une dispute familiale.